# Helicopter 66
Helicopter 66 är en helikopter av modell Sikorsky Sea King som tillhör USA:s flotta. Den användes under sent 1960-tal vid fem uppdrag inom NASA:s Apolloprogram för att hämta upp astronauter från vatten efter deras återkomst till jorden. Helikoptern har kallats "en av de mest kända, eller åtminstone mest ikoniska, helikoptrarna i historien". Sångaren Manuela skrev en låt om helikoptern och leksakstillverkaren Dinky Toys gjorde en leksaksmodell av den. Utöver helikopterns uppdrag inom NASA har den även transporterat Mohammad Reza Pahlavi när han besökte hangarfartyget USS Kitty Hawk år 1973.
Helicopter 66 levererades till USA:s flotta år 1967 och blev en del av U.S. Navy Helicopter Anti-Submarine Squadron Four. En av helikopterns piloter var Donald S. Jones som senare skulle leda USA:s tredje flotta. Helikoptern blev senare kallad Helicopter 740. Den kraschade i Stilla havet år 1975 under en träningsövning. Vid kraschen hade helikoptern loggat mer än 3 200 timmar i tjänst.